# Oenin
Oenin je prirodno bojilo, C23H25012Cl, koje kristalizira u crvenim prizmama sa zelenim sjajem. Topljiv je u nižim alkoholima, u vodi (smeđecrvena do ljubičastocrvena boja) i u 2 %-tnoj kloridnoj kiselini. Nalazi se u ljusci tamnih vrsta grožđa, u plodu borovnice (lat. Vaccinium myrtillus) i u cvijetu ružičastog ili velikog sljeza (lat. Malva alcea). Upotrebljava se za bojenje nedovoljno obojenih crnih vina, bezalkoholnih pića i slatkiša.

## Prirodna bojila
Prirodna bojila su obojeni organski spojevi koji se nalaze u stanicama biljaka i životinja, te u mikroorganizmima. Prirodna bojila mogu se u njima nalaziti u slobodnom obliku (kurkumin) ili u spoju sa šećerom i bjelančevinama. Neka su bojila (indigo, antikni purpur) bezbojna, pa se od njih dobiva obojen spoj oksidacijom, fermentacijom ili fotokemijskim postupkom. 

### Heterociklička prirodna bojila
Prema kemijskoj konstituciji heterociklička prirodna bojila mogu se svrstati u dvije skupine: bojila s kisikovim atomima i bojila s dušikovim atomima u prstenima. Od bojila koja danas imaju neko praktično značenje u prvoj su skupini: brazilein, hematein, oenin i santalin, dok su u drugoj skupini: antikni purpur, indigo i klorofil.

### Slike
|                                               |                    |                                               |                                                            |
| Oenin se nalazi u ljusci tamnih vrsta grožđa. | Merlot (na slici). | Plodovi borovnice (lat. Vaccinium myrtillus). | Cvjetovi ružičastog ili velikog sljeza (lat. Malva alcea). |